# SkipperGuide
SkipperGuide ist einer der ersten und in Deutschland bedeutendsten wikibasierten Revierführer für Segler (Skipper) und Wassersportler.
Das Wiki wurde offiziell Anfang 2006 gestartet und unterliegt seitdem einer kontinuierlichen Weiterentwicklung. Aktuell umfasst das Wiki über 2.000 Seiten Informationen über unterschiedlichste Segelreviere, Marinas und Themen zur Seemannschaft. In dem Bereich special interest „Segeln“ gehört die Website zu den wichtigsten deutschsprachigen Online-Medien. Die Seite enthält Werbeeinblendungen und wird durch eine Privatperson aus München betrieben.
Sämtliche Inhalte unterliegen einer freien Lizenz.

## Technik
SkipperGuide verwendet mediawiki sowie Semantic Maps und weitere Plugins zur Unterstützung der besonderen Anforderungen an einen Revierführer. Ferner sind SkipperGuide und OpenSeaMap eng verzahnt – Karten und Koordinaten werden über OpenStreetMap und OpenSeaMap dargestellt, die Marinas aus SkipperGuide werden aus OpenSeaMap referenziert. Damit stellt SkipperGuide das offizielle Hafenhandbuch von OpenSeaMap dar.